# Imre Ritter
Imre Ritter, německy Emmerich Ritter, (* 5. srpen 1952, Budaörs) je maďarský daňový poradce, finanční auditor, ekonom, politik a známá osobnost německé menšiny žijící v Maďarsku. Od parlamentních voleb 2014 zastával post menšinového mluvčího v Zemském sněmu. Ve volbách 2018 a 2022 byl zvolen menšinovým poslancem s hlasovacím právem.

## Biografie
Narodil se v roce 1952 v Budaörsi v župě Pest tehdejší Maďarské lidové republice do německé rodiny. Odmaturoval na Fényes Elek Közgazdasági Szakközépiskola v Budapešti. V roce 1976 získal diplom na Marx Károly Közgazdaságtudományi Egyetem (dnes Budapesti Corvinus Egyetem).
Poté pracoval pro Budapesti Közlekedési Vállalat (BKV). V roce 1982 získal diplom v oboru matematika na Univerzitě Loránda Eötvöse. Roku 1990 odešel z BKV a založil vlastní kancelář pro audit a daňové poradenství.

### Politická kariéra
Od pádu komunismu je aktivní také ve veřejném životě německé menšiny v Maďarsku. Roku 1994 se stal členem první menšinové samosprávy ve městě Budaörs, později byl zvolen i jejím předsedou. V roce 1998 byl zvolen předsedou ekonomického výboru MNOÖ, v této funkci byl v roce 2003 a 2007 potvrzen.
V parlamentních volbách 1998 neúspěšně kandidoval za Menšinové fórum. V komunálních volbách 2010 neúspěšně kandidoval na starostu města Budaörs.
V parlamentních volbách 2014 kandidoval na 2. místě na celostátní kandidátní listině Zemské samosprávy Němců v Maďarsku. Jelikož počet odevzdaných hlasů nedosáhl na sníženou kvótu, nebyl tak zvolen menšinový poslanec, ale pouze tzv. menšinový mluvčí (Nemzetiségi szószóló), kterým se měl stál lídr kandidátky Ottó Heinek. Ten ale z funkce ihned odstoupil ještě před ustavující schůzí parlamentu, a proto se v pořadí druhý kandidát Imre Ritter stal historicky prvním německým menšinovým mluvčím v Zemském sněmu.
V parlamentních volbách 2018 obhajoval svůj dosavadní mandát a stal se lídrem celostátní menšinové kandidátní listiny MNOÖ. Byl zvolen menšinovým poslancem s hlasovacím právem. 
Opětovně zvolen byl za MNOÖ i v parlamentních volbách 2022.

## Soukromý život
Hovoří plynně anglicky, maďarsky a německy.
Je otcem pěti dětí: Orsolya, Mónika, Gergely, Mária, Annarose. Jeho manželka Vera Ritter (rozená Vera Kis) pracuje jako učitelka na Jakob Bleyer Német Nemzetiségi Általános Iskola v Budaörs.